# So mach ich es
So mach ich es ist ein deutschsprachiges Lied der beiden deutschen Rapper Bushido und Sido aus deren gemeinsamen Album 23. Es erschien am 30. September 2011 in digitaler Form als erste Singleauskopplung und erreichte in den deutschen Singlecharts Platz 23. In Österreich schaffte es die Single auf Platz 32 und in der Schweiz auf Position 37.

## Produktion
Für die Produktion des Songs zeigten sich neben Bushido und Sido selbst die Musikproduzenten Beatzarre und Djorkaeff verantwortlich.

## Titelliste
1. So mach ich es
2. So mach ich es (Instrumental)

Der  Refrain lautet: „Ich wollt ein ganz Großer werden und mit Banknoten werfen, mein Leben genießen, Dicker, und dann an Drogen sterben, und so mach ich es. Die Welt ist nicht genug. Und so mach ich es.“

## Musikvideo
Das zugehörige Musikvideo wurde in Kiew unter der Regie von Specter, mit dem beide Künstler schon während ihrer jeweiligen Zeit bei der Plattenfirma Aggro Berlin zusammengearbeitet hatten, gedreht. Vor dem Einsetzen der eigentlichen Single So mach ich es hält dabei eine von Bushido vorgetragene Strophe aus dem ebenfalls auf dem Album 23 veröffentlichten Lied Kopf kaputt zur Untermalung eines Banküberfall-Szenarios her. Das Video endet mit einem Showdown zwischen Bushido und Sido auf dem Dach eines Hochhauses, zu dessen Finale beide einander mit einer Pistole in den Kopf schießen.
Die expliziten Darstellung von Gewalt und sexuellen Handlungen brachte dem Video mitunter mediale Kritik ein. Von Youtube wurde es als nicht jugendfrei eingestuft und ist entsprechend erst gegen Altersbestätigung ab 18 Jahren zugänglich. Während eines Auftritts in der ZDF-Sendung Markus Lanz sorgte das Musikvideo und seine potenzielle Zugänglichkeit für Jugendliche ebenso wie die wenige Wochen zuvor erfolgte Verleihung eines Bambi in der Kategorie „Vorbild für Integration“ an Bushido für kontroverse Diskussionen. Die Medienreaktion auf den auffallend gereizten Diskurs fielen dabei gemischt aus. Die Welt unterstellte der Sendung etwa den Versuch einer „kalkulierten Inquisition.“
Bei der Echoverleihung 2012 wurde So mach ich es in der Kategorie Bestes Video ausgezeichnet.

## Charterfolg
Die Single schaffte es in Deutschland bis auf Platz 23. Sie hielt sich insgesamt 4 Wochen in den deutschen Charts. In Österreich erreichte die Single Position 32 und konnte sich in den österreichischen Charts 7 Wochen halten. In der Schweiz gelangte die Single bis auf Platz 37. In den Schweizer Charts hielt sie sich 2 Wochen.